# Shwethalyaung-Buddha

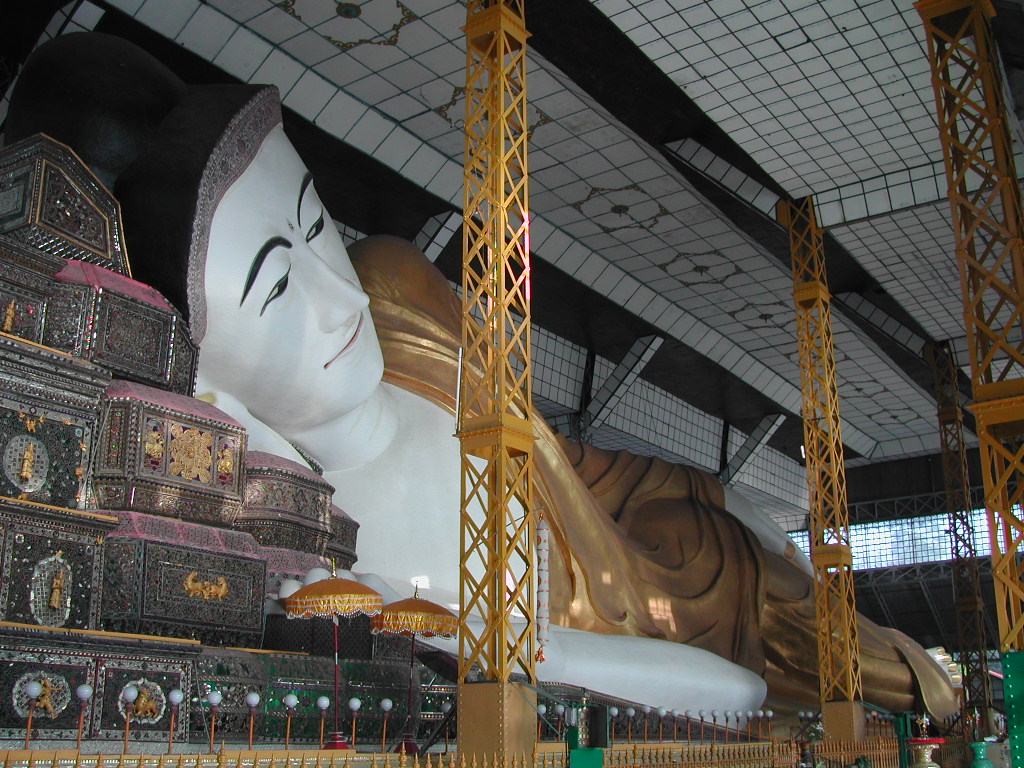
Shwethalyaung-Buddha

Der Shwethalyaung-Buddha ist eine liegende Buddhafigur in der Stadt Bago in Myanmar.
Diese Buddhafigur ist der zweitgrößte liegende Buddha der Welt, übertroffen nur vom 19 m längeren Abbild in Tavoy. Er ist 55 m lang und 16 m hoch. Allein der kleine Finger misst 3 m. Er ist angeblich einer der am lebensechtesten dargestellten liegenden Buddhas. Buddha befindet sich in einer „ruhenden“ Haltung mit geöffneten Augen und leicht verschobenen Füßen.
Der Buddha wurde im Jahre 994 vom Mon-König Migadepa II. errichtet. Die Figur wurde später dem Verfall überlassen und dann mehrmals restauriert. Mit dem Untergang von Bago 1757 ging auch der Buddha verschollen und wurde von Dschungel überwuchert. Erst 1880, zur Zeit der britischen Kolonialherrschaft, wurde er bei Erdarbeiten zufällig wiederentdeckt. Die Restauration begann 1881 und wurde 1903 abgeschlossen. In den 1930ern wurden ein Mosaik am großen Kopfkissen des Buddhas angebracht sowie Marmor auf dem Boden verlegt.

## Galerie

Shwethalyaung-Buddha
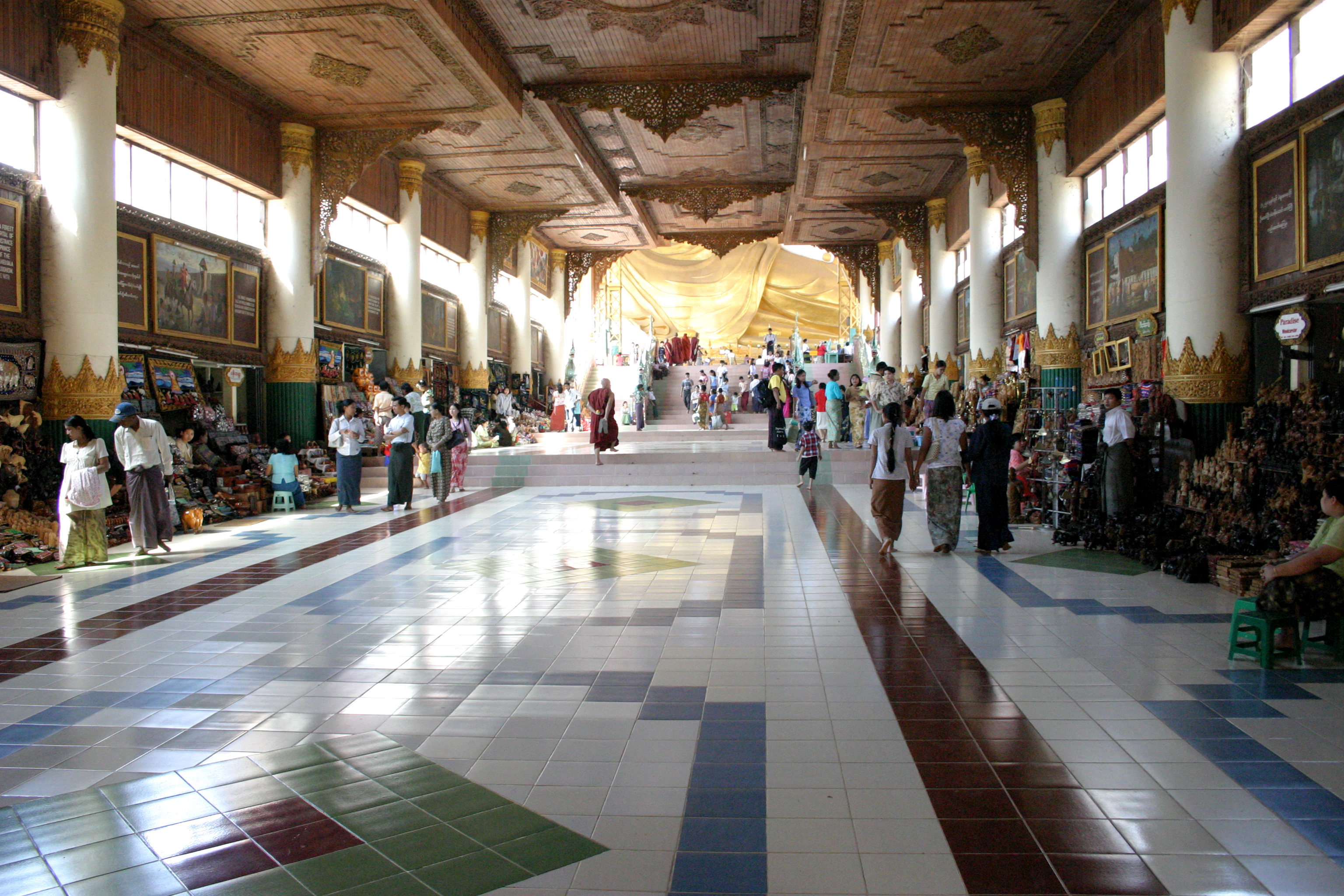
Eingangshalle
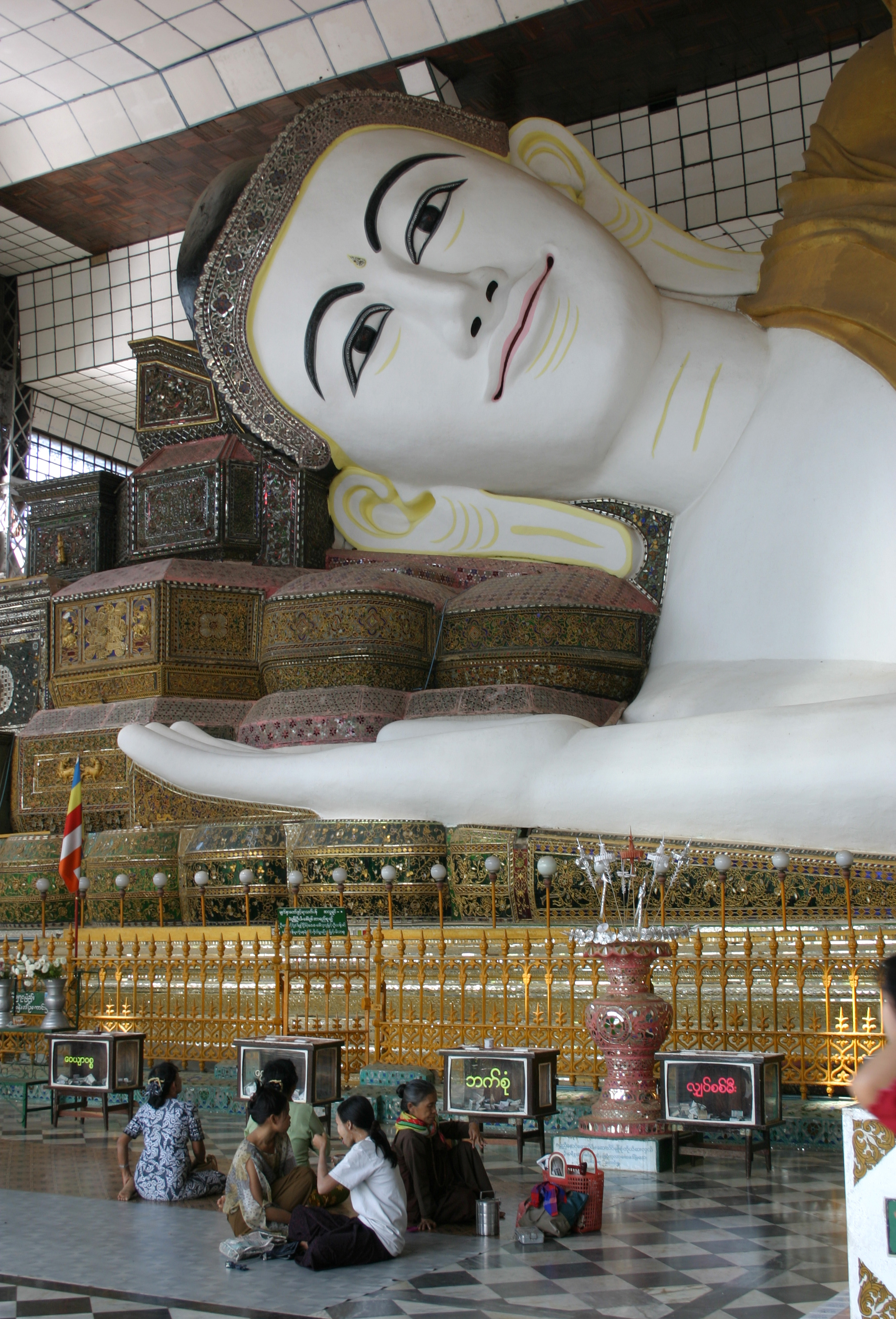
Kopf des Buddha
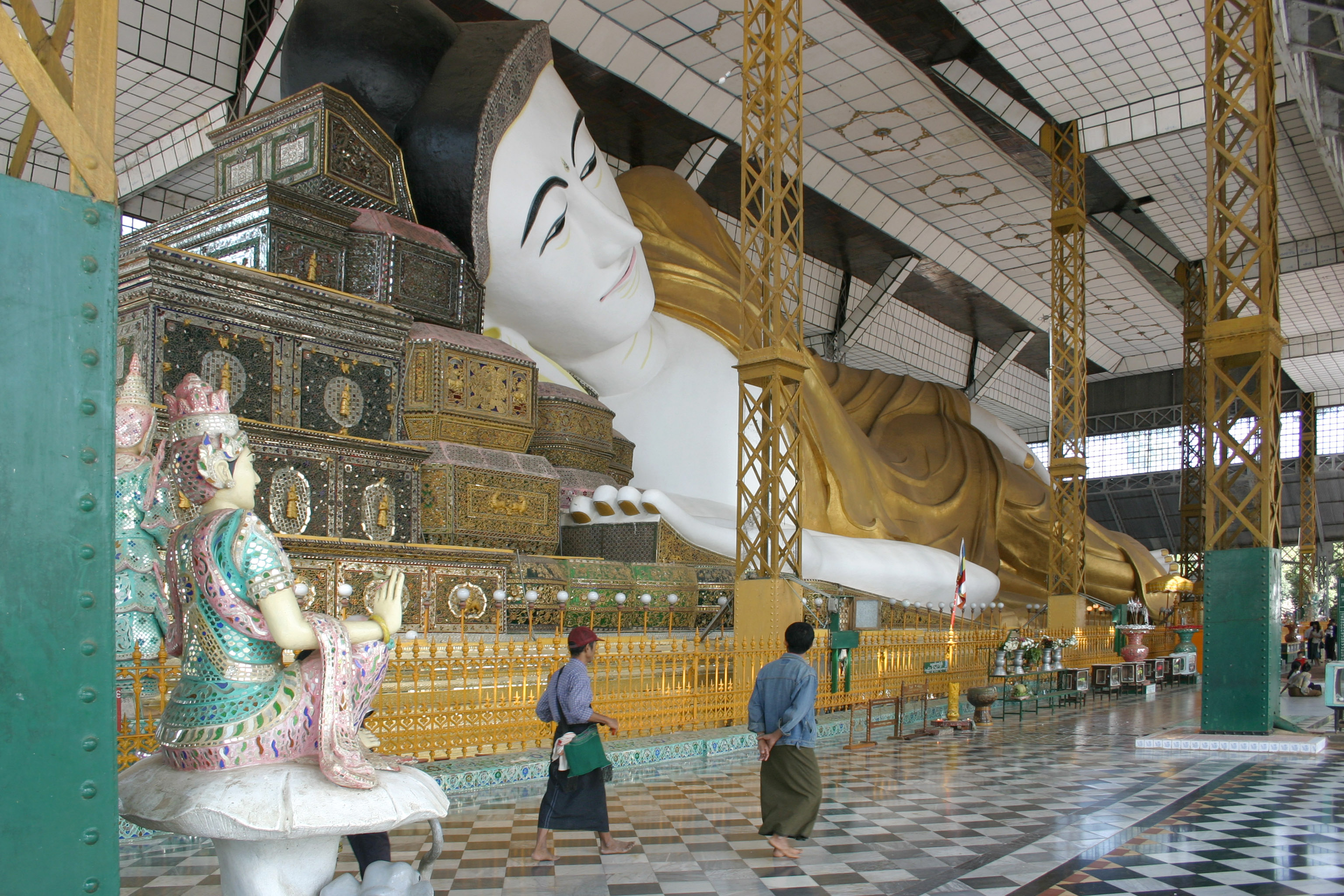
Vom Kopf zu den Füßen
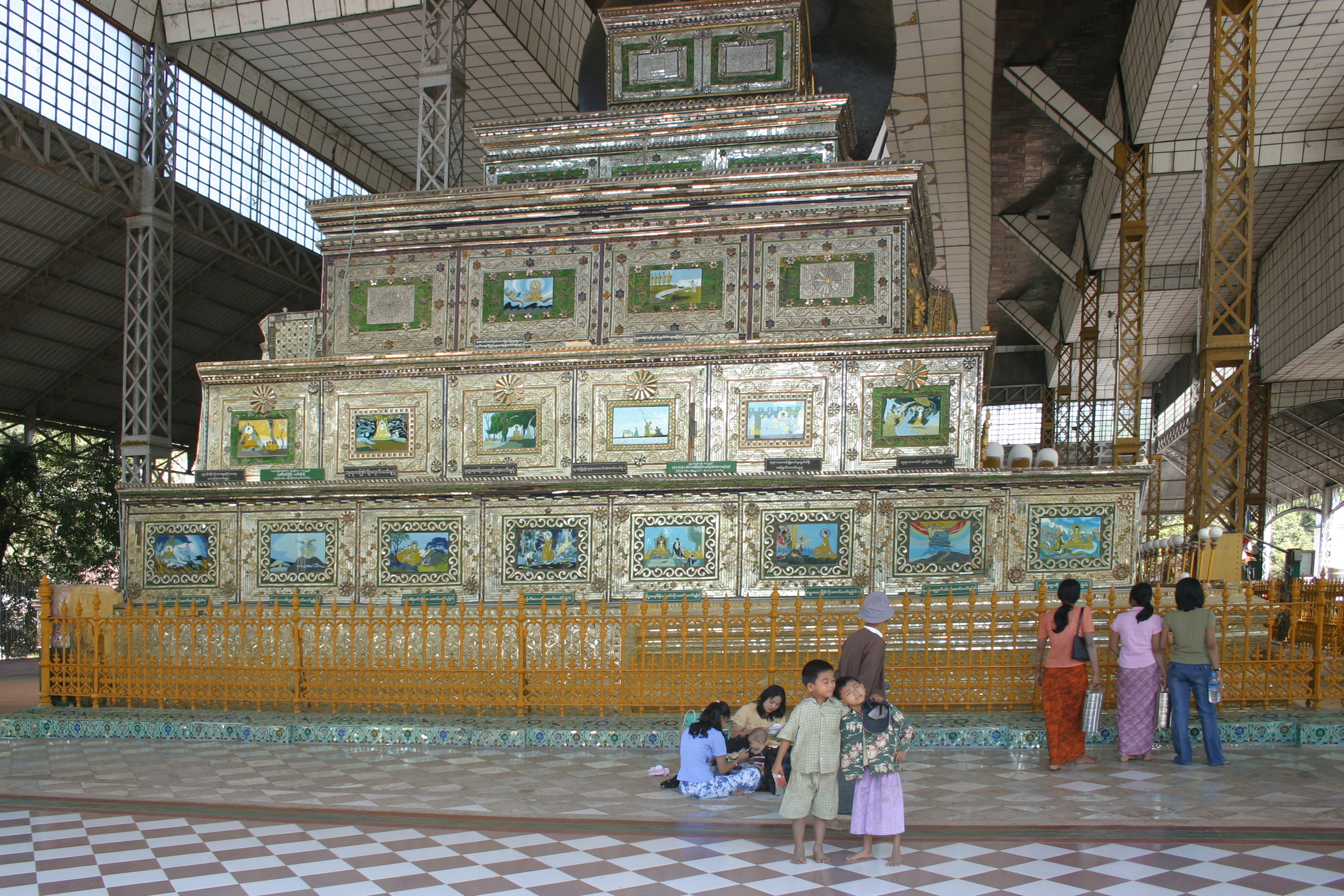
Kopfstütze
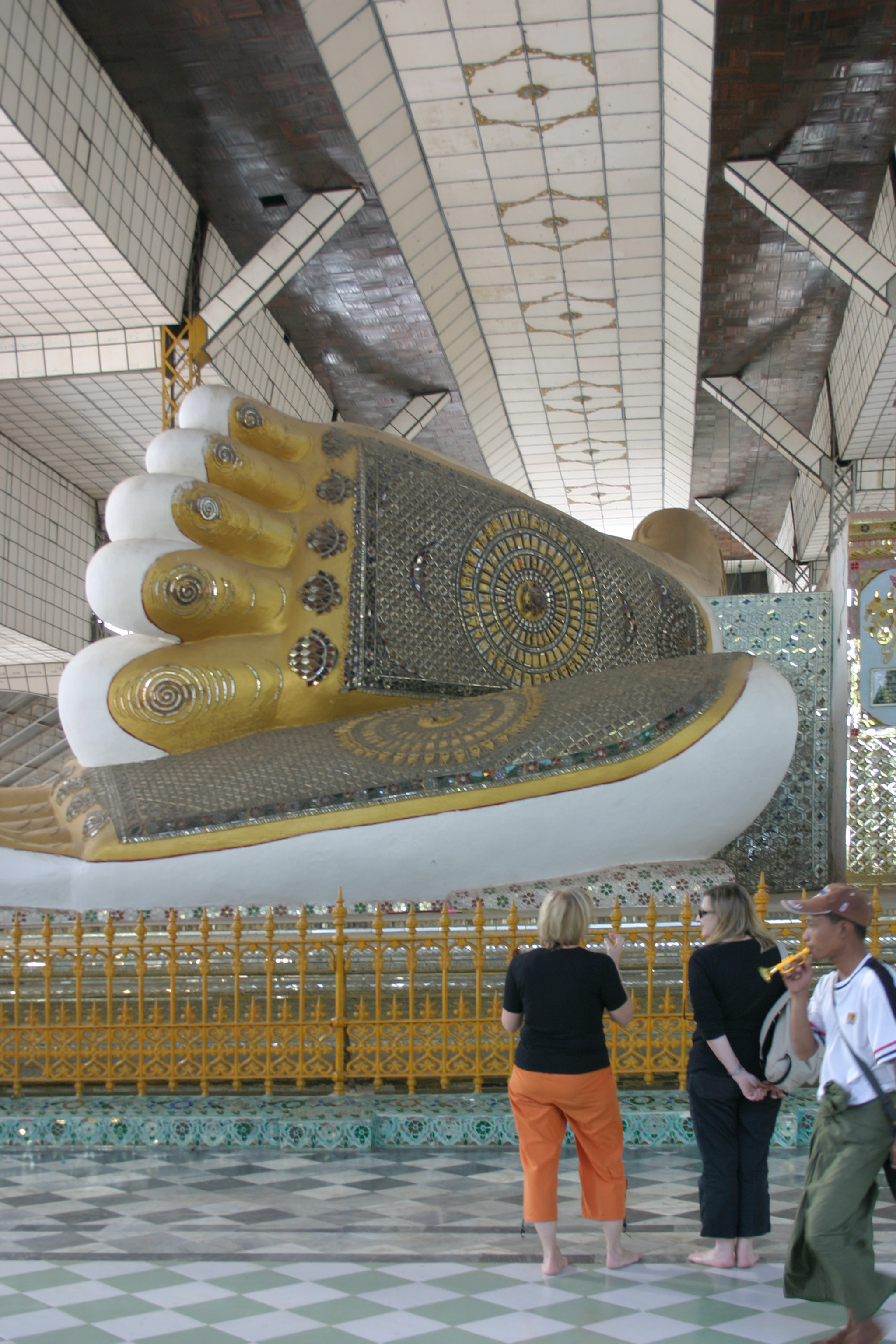
Fußsohle
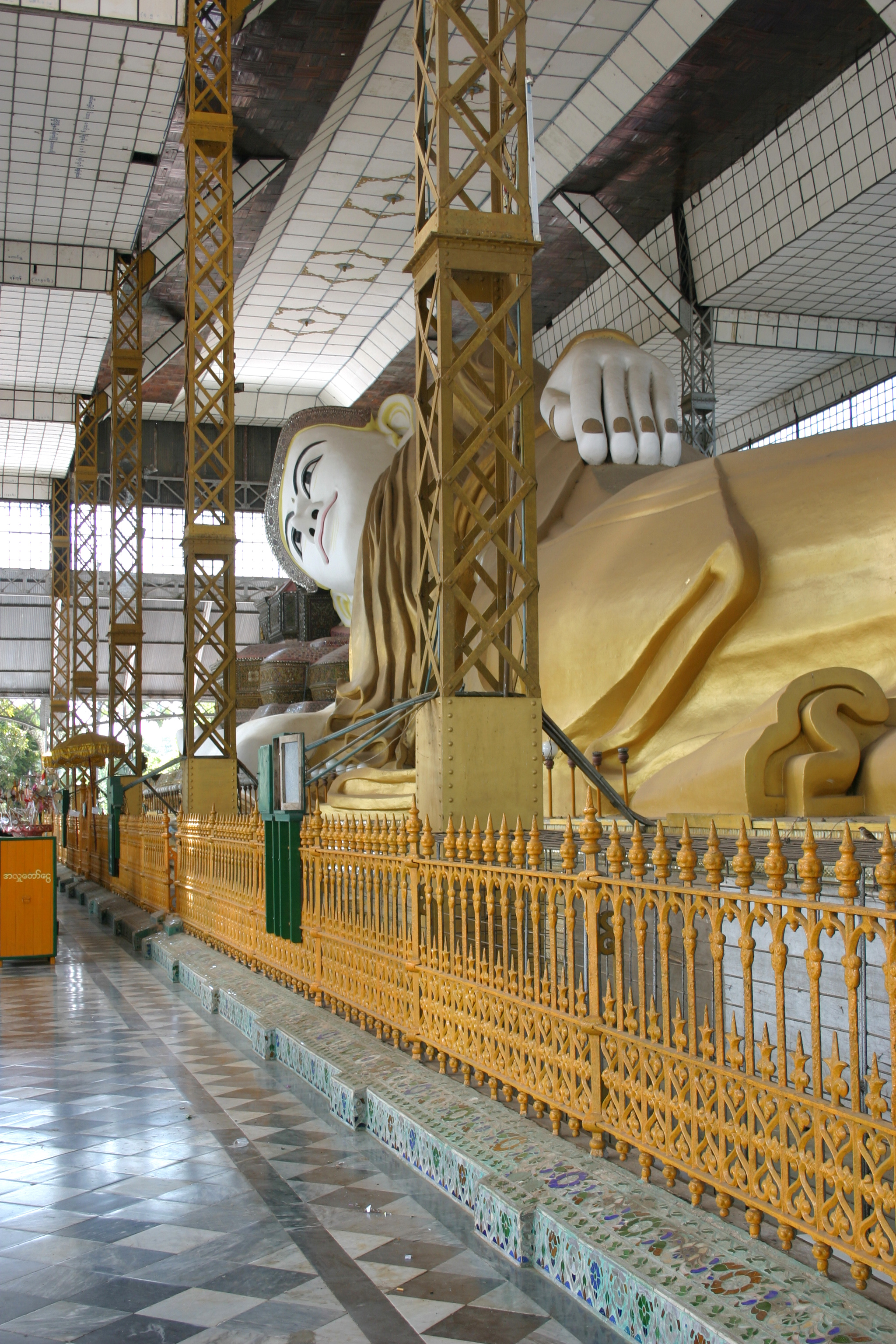
Kopfwärts